# Jorden rundt i 80 dage (film fra 2004)
 For alternative betydninger, se Jorden rundt i 80 dage (flertydig). (Se også artikler, som begynder med Jorden rundt i 80 dage)
Around the World in 80 Days er en amerikansk komedie-eventyr-film fra 2004 baseret på Jules Vernes roman Jorden rundt i 80 dage og den oprindelige film med David Niven og instrueret af Michael Anderson. Filmen er produceret af Walden Media og Disney. I filmen medvirker Jackie Chan, Steve Coogan og Cécile de France i hovedrollerne. Filmen foregår i det 19. århundrede i Storbritannien og handler om Phileas Fogg (Steve Coogan), her portrætteret som en excentrisk opfinder, og hans bestræbelser på at rejse jorden rundt på 80 dage. Under rejsen, er han ledsaget af sin kinesiske kammertjener, Passepartout (Jackie Chan). Af komiske årsager, afviger filmen vildt meget fra romanen og omfatter en række anakronistiske elementer. I filmen medvirker Arnold Schwarzenegger og John Cleese i mindre roller, mens brødrene Owen Wilson og Luke Wilson medvirker i en scene som Brødrene Wright.
Et Game Boy Advance-spil med samme navn, baseret på filmen, blev udgivet en måned efter filmen fik premiere.

## Bankrøveren
I begyndelsen af filmen ser vi et vindue, der knuses i toppen af en bygning, og ud kommer en mand. Takket være en sofa han tog med sig i faldet, bliver han uskadt, og får sig ind i en vogn. Herefter tager han sit falske skæg af, og skifter tøj. Han går igennem byen, men pludselig ser han mange politimænd. Han gemmer ansigtet bag nogen blade, men det er nytteløst. Da politiet opdager at det var ham de så efter, er bankrøveren allerede klatret op i et træ. Så bliver han øjenvidne til at Phileas Foggs kammertjener siger op. Bankrøveren melder sig som ny kammertjener, men Fogg siger han kun har brug for fransk hjælp. Bankrøveren udgiver sig for at være fransk. Fogg tror ham ikke til at begynde med, for han både ser og lyder som en kineser. Bankrøveren siger at hans mor er fransk og hans far er kinesisk, og alle børnene har fået farens ansigt. Fogg tror ham, og ansætter ham.

## Hastighedsbarrieren
Fogg vil have bankrøveren til at sidde i en lille vogn som går i et spor. Fogg ville bryde hastighedsbarrieren, som folk på den tid troede var 80 km/t. Det lykkes, men sporene går i stykker, og bankrøveren flyver udover mod byen. Fordi at han har en raketagtig maskine på ryggen, flyver han længe, og og tilfører adskillige skader. Bankrøveren vil stikke af, men politiet er lige rundt om hjørnet. Derfor starter han permanent som Foggs tjener.

## Væddemålet
Fogg vil meddele sine nyheder på Royal Society (Videnskabsakademiet). Der møder han bare skepsis fra Lord Kelvin, lederen for akademiet. Fogg påpeger at det var godt at Bank of England blev røvet, og siger at om omtrent en måned kunne røveren være i Indien. Bankrøveren (Som har fortalt Fogg, at han heder Passepartout) spreder rygter, og det hele ender med at Lord Kelvin spøger Fogg, hvor lang tid han ville bruge om at komme jorden rundt. Fogg svarer, at han har udregnet, at det vil blive 80 dage. De ender med at diskutere, og til sidst bliver det til et væddemål; Fogg satser hele sin opfinderkarriere, og Lord Kelvin satser sin stilling som leder i akademiet. Passepartout er fornøjet. Han havde egentlig røvet en Jade-Buddha som var stjålet fra hans landsby i Kina. Nu vil han føre den tilbage, og finder ud af Fogg er den hurtigste vej hjem igen.

## Rejsen
Fogg starter rejsen med at tage en båd til Paris. Der møder han Monique, som mod Foggs vilje hægter sig på rejsen. De stjæler en luftballon, og rejser med den hele vejen til Munchen i Tyskland. Derfra tager de toget til Konstantinopel, hvor Monique næsten bliver kidnappet af den forkælede Prins Hapi (Arnold Schwarzenegger), men Fogg redder hende. Derfra tager de toget til Agra i Indien. Lord Kelvin har fattet en sammenhæng, og konkluderer fejlagtigt i at Phileas røvede Bank of England, og havde væddemålet som undskyldning for at stikke af så hurtigt. Dermed forsøger briterne at pågribe Fogg og Passepartout i Agra. De slipper udenom efter ville kampe i byens gader, og de flygter nordover til Kina. Passepartout sørger for at vejen går mod Lanzhou, hvor han er født og opvokset. Der bliver hemmeligheden afsløret af Fogg; Passepartout hedder egentlig Lau Xing, og er en af de ti tigre. Herefter rejser Fogg over Stillehavet alene, og ankommer til San Francisco. Her bliver han røvet, og tigger i tre dage, indtil Lau Xing og Monique finder ham. De havde rejst efter ham. Derfra rejser de tværs over USA, hvor de til at starte med havner i ørkenen, hvor de møder Brødrene Wright og de tre opfindere diskutere flyvende maskiner. Phileas finder brødrenes planer strålende, men foreslår nogle få ændringer. Herefter kommer de til New York, hvor en menneskemængde hilser dem og gør plads for dem, hvilket gør det umuligt for dem at nå deres skib. I mellemtiden har Lord Kelvin planlagt at erobre Lanzhou, men på grund af væddemålet vil det ikke være muligt. Derfor får han en kinesisk krigsherre til at prøve å dræbe dem i New York. De overlever, men mister deres båd. De tager en anden dampbåd, og brænder alt de har for at få farten op. Til sidst bygger de en flyvemaskine ud af båden, og flyver resten af vejen i stedet. De styrtlander udenfor akademiet, men bliver stoppet af Lord Kelvin. Klokken ringer, og de når det lige præcis ikke. Herefter råber Lau Xing, Fogg og Monique op om at Kelvin ville dræbe dem. Dronning Victoria (Kathy Bates) er tilstede, og har fået mistanke om hvad Lord Kelvin har gjort. Hun smider ham i fængsel, og gør klart for Fogg at de har rejst over Den internationale Datolinje, og dermed fortsat har 1 dag igen. De løber op af trapperne på akademiet, og vinder væddemålet.

## Medvirkende
- Jackie Chan som Passepartout / Lau Xing / Tiger #1
- Steve Coogan som Phileas Fogg
- Cécile de France som Monique Laroche
- Jim Broadbent som Lord Kelvin
- Roger Hammond som Lord Rhodes
- David Ryall som Lord Salisbury
- Ian McNeice som Oberst Kitchener
- Kathy Bates som Dronning Victoria
- Arnold Schwarzenegger som Prins Hapi
- Owen Wilson som Wilbur Wright
- Luke Wilson som Orville Wright
- Rob Schneider som Hobo
- John Cleese som Gråsprængte Sergent
- Ewen Bremner som Inspector Fix
- Sammo Hung som Wong Fei Hung/Tiger # 2
- Karen Mok som general Fang (som Karen Joy Morris)
- Daniel Wu som Bak Mei
- Robert Fyfe som Jean Michel
- Ken Lo som franske inspektør (ikke krediteret)
- Vil Forte som Politimand Young Bobby
- Maggie Q som Kvinde Agent (som Maggie M. Quigley)
- Phil Meheux som London Hobo
- Mars (skuespiller) som Bak Meis Henchmen
- Michael Youn som Art Gallery Manager